# پایگاه داده برداری
پایگاه‌دادهٔ بُرداری (به انگلیسی: Vector Database) نوعی پایگاه داده است که برای ذخیره‌سازی و جستجوی داده‌هایی که به‌صورت بردارهای عددی نمایش داده می‌شوند، طراحی شده است. این نوع پایگاه داده به‌طور ویژه در کاربردهایی که نیاز به جستجوی شباهت دارند، مانند جستجوی تصویری، پردازش زبان طبیعی، و هوش مصنوعی، مورد استفاده قرار می‌گیرد.

### ویژگی‌های کلیدی
1. نمایش داده‌ها به‌صورت بردار در این نوع پایگاه داده، هر داده (مثلاً یک تصویر، یک سند متنی یا یک فایل صوتی) به یک بردار با ابعاد بالا تبدیل می‌شود. این بردارها معمولاً با استفاده از الگوریتمهای یادگیری ماشین و شبکه‌های عصبی استخراج می‌شوند.
2. جستجوی بر اساس شباهت برخلاف پایگاه‌های داده سنتی که بر تطابق دقیق کلیدواژه‌ها یا مقادیر عددی هستند، پایگاه‌های داده برداری امکان یافتن نزدیک‌ترین نمونه‌ها را بر اساس شباهت ریاضی فراهم می‌کنند. این قابلیت در کاربردهایی نظیر جستجوی معنایی، پردازش زبان طبیعی و سیستم‌های پیشنهاددهی اهمیت ویژه‌ای دارد.
3. الگوریتم‌های جستجوی کارآمد به دلیل نیاز به جستجو در فضاهای برداری با ابعاد بالا، از الگوریتم‌های کارآمدی مانند نزدیک‌ترین همسایه تقریبی (Approximate Nearest Neighbor - ANN) استفاده می‌شود که امکان جستجوی سریع را در مجموعه‌های عظیم داده‌ای فراهم می‌کنند. از جمله روش‌های مطرح در این زمینه می‌توان به HNSW (Hierarchical Navigable Small World) و IVF (Inverted File Index) اشاره کرد.

## کاربردها
- پردازش زبان طبیعی (NLP): در موتورهای جستجو و ربات‌های پاسخگو برای جستجوی معنایی و پردازش متون به‌کار می‌رود.
- جستجوی تصویری و ویدئویی: برای یافتن تصاویر مشابه یا جستجو بر اساس محتوای تصویری استفاده می‌شود.
- سیستم‌های پیشنهاددهی: مانند پیشنهاد فیلم‌ها در پلتفرم‌های استریم یا محصولات در فروشگاه‌های اینترنتی.
- مدل‌های هوش مصنوعی و یادگیری ماشین: برای افزایش دقت مدل‌های مبتنی بر داده‌های برداری.

## پایگاه‌های داده برداری شناخته‌شده
برخی از محبوب‌ترین پایگاه‌های داده برداری که امروزه مورد استفاده قرار می‌گیرند عبارت‌اند از:
- FAISS: کتابخانه‌ای منبع‌باز که توسط فیسبوک برای جستجوی بردارهای مشابه توسعه یافته است.
- Pinecone: سرویسی مدیریت‌شده که برای مقیاس‌پذیری و جستجوی سریع بردارها بهینه شده است.
- Milvus: پایگاه داده‌ای منبع‌باز که مخصوص داده‌های برداری با حجم بالا طراحی شده است.
- Weaviate: سیستمی که از ترکیب داده‌های برداری و داده‌های متنی پشتیبانی می‌کند.
- Qdrant و Chroma: گزینه‌های جدیدتر با تمرکز بر عملکرد بالا و یکپارچگی با مدل‌های هوش مصنوعی.

## اهمیت پایگاه‌های داده برداری
با رشد سریع هوش مصنوعی و داده‌های بدون ساختار، پایگاه‌های داده برداری نقش مهمی در تحلیل و جستجوی داده‌ها دارند. این سیستم‌ها به سازمان‌ها کمک می‌کنند تا اطلاعات را سریع‌تر پردازش کنند و تجربه‌های کاربری بهتری ارائه دهند.